# آلن گیجگر
آلن گیجگر (انگلیسی: Allan Gilliver؛ زادهٔ ۳ اوت ۱۹۴۴) بازیکن فوتبال اهل بریتانیا است.
از باشگاه‌هایی که در آن بازی کرده‌است می‌توان به باشگاه فوتبال بلکبرن روورز، باشگاه فوتبال روترهام یونایتد، باشگاه فوتبال استوک‌پورت کانتی، باشگاه فوتبال لینکولن سیتی، باشگاه فوتبال گینزبورو ترینیتی، باشگاه فوتبال بوستون یونایتد، باشگاه فوتبال هادرزفیلد تاون، باشگاه فوتبال برایتون اند هوو آلبیون، و باشگاه فوتبال برادفورد سیتی اشاره کرد.